# Meijin 1998
Il Meijin 1998 è stata la 23ª edizione del torneo goistico giapponese Meijin.

## Qualificazioni
Dalle eliminatorie i giocatori qualificati al torneo finale sono stati Rin Kaiho, Hiroaki Tono e Norimoto Yoda.

## Torneo
- W indica vittoria col bianco
- B indica vittoria col nero
- X indica la sconfitta
- +R indica che la partita si è conclusa per abbandono
- +N indica lo scarto dei punti a fine partita
- +F indica la vittoria per forfeit
- +T indica la vittoria per timeout
- +? indica una vittoria con scarto sconosciuto
- V indica una vittoria in cui non si conosce scarto e colore del giocatore

| Giocatore        | K.K    | O.R. | S.K.  | S.R.  | M.T.  | M.K.  | N.Y.  | R.K.   | H.T.  | Risultato | Note                    |
| ---------------- | ------ | ---- | ----- | ----- | ----- | ----- | ----- | ------ | ----- | --------- | ----------------------- |
| Koichi Kobayashi | –      | X    | X     | B+R   | X     | B+2,5 | X     | B+R    | W+1,5 | 4-4       |                         |
| O Rissei         | W+13,5 | –    | B+R   | W+R   | B+0,5 | W+1,5 | B+3,5 | W+R    | B+4,5 | 8-0       | Qualificato alla finale |
| Satoshi Kataoka  | B+1,5  | X    | –     | B+2,5 | X     | X     | X     | X      | X     | 2-6       | Retrocesso              |
| Shikun Ryu       | X      | X    | X     | –     | B+1,5 | X     | X     | W+15,5 | B+R   | 3-5       |                         |
| Masaki Takemiya  | B+3,5  | X    | B+9,5 | X     | –     | X     | W+1,5 | X      | X     | 3-5       |                         |
| Masao Kato       | X      | X    | W+2,5 | B+R   | W+6,5 | –     | X     | W+F    | B+R   | 5-3       |                         |
| Norimoto Yoda    | B+1,5  | X    | B+1,5 | W+R   | X     | W+0,5 | –     | X      | W+2,5 | 5-3       |                         |
| Rin Kaiho        | X      | X    | W+1,5 | X     | W+R   | X     | W+R   | –      | X     | 3-5       | Retrocesso              |
| Hiroaki Tono     | X      | X    | B+3,5 | X     | B+R   | X     | X     | W+9,5  | –     | 3-5       | Retrocesso              |

## Finale
La finale è stata una sfida al meglio delle sette partite.